# Шеснаеста египатска династија
Шеснаеста египатска династија је династија древног Египта, која заједно са Петнаестом и Седамнаестом династијом, представља период у историји Старог Египта који је познат под називом Други прелазни период. Период владавине је између 1650. и 1550. године п. н. е., током кога је владао велики број краљева-племенских вођа и вазала Хикса. Седиште већине владара је било у Теби. Владали су заједно са Петнаестом династијом из Авариса.